# Lomanotus marmoratus
Lomanotus marmoratus is een slakkensoort uit de familie van de Lomanotidae. De wetenschappelijke naam van de soort is voor het eerst geldig gepubliceerd in 1845 door Alder & Hancock.

## Beschrijving
Het lichaam van deze zeenaaktslak is doorschijnend wit en gevlekt met bruin en wit pigment. Ook zuiver witte individuen kunnen gevonden worden. De cerata-achtige tentakels zijn gerangschikt langs de rand van de palliale rand, de uiteinden van deze tentekels zijn gezwollen, met mucronate-tips. Volwassenen exemplaren kunnen uitgroeien tot een lengte van 34 mm.

## Verspreiding
Lomanotus marmoratus werd beschreven vanuit Berry Head aan de zuidkust van Engeland. Het verspreidingsgebied is van de Atlantische kusten van Groot-Brittannië tot Spanje, alsmede de Middellandse Zee.